# Wiktor Leonow
Wiktor Nikołajewicz Leonow (ros. Виктор Николаевич Леонов; ur. 8 listopada?/21 listopada 1916 w Zarajsku, zm. 7 października 2003 w Moskwie) – radziecki marynarz, dwukrotny Bohater Związku Radzieckiego (1944 i 1945).

## Życiorys
Po ukończeniu 7 klas, 1931–1933 uczył się w szkole fabryczno-zawodowej w Moskwie, potem pracował jako ślusarz i jednocześnie działał w Komsomole. Od 1937 służył w marynarce wojennej ZSRR, był motorowym łodzi podwodnej Floty Północnej i pracownikiem warsztatu remontu okrętów floty podwodnej w mieście Polarnyj. Po ataku Niemiec na ZSRR został skierowany do samodzielnego oddziału zwiadowczego Floty Północnej, początkowo jako szeregowy, później dowódca pododdziału, od 18 lipca 1941 przeprowadził ok. 50 operacji bojowych na tyłach wroga, w grudniu 1942 otrzymał stopień młodszego porucznika i funkcję zastępcy oddziału ds. politycznych, od 1942 należał do WKP(b). W grudniu 1943 został dowódcą 181 specjalnego oddziału zwiadowczego Floty Północnej, w kwietniu 1944 awansowano go na porucznika, w październiku 1944 brał udział w walkach podczas operacji petsamsko-kirkeneskiej, w dużym stopniu przyczyniając się do zdobycia przez ZSRR Petsamo i Kirkenesu. W maju 1945 został skierowany na Daleki Wschód jako dowódcę specjalnego oddziału wywiadowczego Floty Pacyficznej, uczestniczył w wojnie z Japonią, m.in. w desantach w portach Rasŏn, Ch’ŏngjin i Wŏnsan. Po wojnie służył we Flocie Północnej i w Sztabie Głównym Marynarki Wojennej ZSRR, w 1950 ukończył Kaspijską Wyższą Szkołę Wojskowo-Morską im. Kirowa, później uczył się w Akademii Wojskowo-Morskiej, w lipcu 1956 przeszedł do rezerwy w stopniu kapitana 1. rangi. Był honorowym obywatelem miasta Polarnyj. W 2004 jego imieniem nazwano okręt łączności "Odograf".

## Odznaczenia
- Złota Gwiazda Bohatera Związku Radzieckiego (dwukrotnie - 5 listopada 1944 i 14 września 1945)
- Order Lenina (5 listopada 1944)
- Order Czerwonego Sztandaru (dwukrotnie - 2 października 1942 i 18 października 1944)
- Order Aleksandra Newskiego (10 kwietnia 1944)
- Order Wojny Ojczyźnianej I klasy (11 marca 1985)
- Order Czerwonej Gwiazdy
- Medal „Za Odwagę” (15 grudnia 1941)
- Medal „Za obronę Radzieckiego Obszaru Podbiegunowego”

I medale ZSRR oraz order północnokoreański.